# 검은점상어
검은점상어(학명:Carcharhinus sealei)는 흉상어목 흉상어과 흉상어속에 속하는 물고기이다. 전체적인 몸길이가 1m가 되지않아 상어에서는 작은 편에 속한다.

## 특징과 먹이
검은점상어는 유선형 외모를 가진 비교적 가느다란 종으로 길이가 약 95cm(37인치)까지 자란다. 영어권에서는 'Blackspot Shark(블랙스팟 사크)라는 이름으로 불린다. 주둥이는 상당히 길고 뾰족하거나 끝이 약간 둥글다. 눈은 크고 타원형이며 수평으로 자리 잡고 있고 아래쪽의 순막으로 보호된다. 콧구멍 옆의 피부 덮개는 삼각형이고 윗입술의 고랑은 짧다. 일반적으로 위턱과 아래턱의 양쪽에 12개의 치아 열이 발생하지만 그 수는 11개에서 13개까지 다양할 수 있다. 위쪽 치아에는 강한 톱니 모양의 비스듬한 교두와 부드러운 모서리의 교두가 있고 아래쪽 치아에는 톱니 모양 또는 부드러운 비스듬한 교두가 있다. 5 개의 아가미 슬릿 중 가장 뒤쪽은 가슴 지느러미의 기원 위에 있으며 첨탑은 발생하지 않는다. 첫번째 등지느러미는 길고 좁으며 구부러져 있으며(falcate) 짧은 뒷끝이 있다. 그것은 정점에서 뾰족하거나 좁게 둥글며 그 기원은 가슴 지느러미의 자유로운 뒤쪽 끝 바로 위에 있다. 두번째 등지느러미는 비교적 크다. 또한 뒤쪽 끝이 짧고 기원은 항문 지느러미의 기원보다 약간 뒤에 있다. 가슴 지느러미는 팔다리이고 길고 좁으며 뭉툭한 점으로 가늘어진다. 꼬리 꽃자루의 측면을 따라 다육질의 용골이 존재하지 않는다. 꼬리 지느러미는 상어 전체 길이의 약 5분의 1이고 등쪽 엽은 길고 끝 근처의 아래쪽 가장자리에 노치가 있으며 복부 엽은 더 작고 눈에 띄게 팔다리이며 끝이 더 둥글다. 몸 색깔은 등쪽 표면은 갈색 또는 은회색이고 복부 표면은 옅은 회색이며 옆구리를 따라 눈에 띄지 않는 창백한 줄무늬가 있다. 큰 삼각형 검은 반점은 지느러미의 절반 이상을 덮고 있는 두번째 등지느러미에 있다. 다른 지느러미에는 뚜렷한 표시가 없지만 창백한 뒤쪽 가장자리가 있다. 검은점상어는 흰뺨상어(Carcharhinus dussumieri) 와 혼동될 수 있지만 이 종은 약간 굳어진 삼각형의 첫 번째 등지느러미와 어두운 여백을 가진 작은 두 번째 등지느러미를 가지고 있다. 검은점상어(Carcharhinus sealei)는 북위 24°S에서 30°S 사이의 열대 인도-서태평양에서 발견되는 흉상어과에 속하는 흉상어속 상어의 작은 종으로 표면에서 약 40m(130피트) 깊이까지 분포한다. 길이는 1미터(야드)가 조금 안 되며 사람에게 위험하지 않은 상어로 간주된다. 먹이로는 멸치, 청어, 정어리와 같은 작은 물고기, 갑각류, 오징어를 주로 잡아먹는 육식성 어류에 속한다. 반면 자신보다 큰 상어들이나 대왕바리와 같이 더 큰크기를 가진 경골어류한테는 먹잇감으로 잡아먹히기도 한다.

## 서식지, 산란기, 어획, 보호 활동
검은점상어는 인도양과 태평양이 서식지이며 서핑 라인에서 약 40m(130피트) 깊이까지 섬 주변의 대륙붕과 얕은 물에서 서식한다. 일반적으로 강어귀에서 발견되지 않으며 염도가 낮은 물을 견디지 못할 수 있다. 인도양에서는 남아프리카 공화국과 마다가스카르에서 케냐에 이르기까지 동아프리카 동부 해안을 따라 발견된다. 세이셸과 모리셔스 주변의 물에 존재하며 더 동쪽으로는 파키스탄, 인도 및 스리랑카 해안 주변에 서식한다. 서태평양에서는 태국, 베트남, 중국, 인도네시아, 뉴기니, 호주 북부 및 서부 해안을 따라 서식한다. 남아프리카 공화국에서는이 종이 서식하는 것으로 보이지만 여름에는 숫자가 약간 증가한다. 검은점상어는 빠르게 성장하고 수명이 짧은 종이다. 약 1살이 되면 약 70cm(28인치) 길이로 성숙하며 최대 5년까지 살 수 있다. 속의 다른 구성원과 마찬가지로 검은점상어는 태생이다. 산란기는 12월~2월으로 북반구에선 겨울일 때가 산란기이고 남반구에선 여름이 산란기기 된다. 임신 기간은 약 9개월이며 자궁에서 한 번에 한두 마리의 유어가 발달한다. 처음에는 배아가 난황낭에 의해 유지되지만 나중에는 태반이 발달한다. 나탈(Natal) 해안에서 어린 상어는 북반구에선 가을이고 남반구에서는 봄인 계절인 9월~11월에 출산된다. 검은점상어는 또한 사람이 소비하기 위해 소규모 어업에서 잡힌다. 검은점상어가 식용으로 이용될 때는 주로 고기, 회 등으로 먹는다. 하지만 검은점상어는 사람의 식용으로 남획되어 개체수가 줄었기 때문에 국제자연보전연맹(IUCN)의 멸종위기종 적색목록(Red List of Threatened Species)에 취약한 것으로 등재되어 있다. 개체군 규모에 대한 자세한 조사는 이루어지지 않았지만 개체군은 감소하고 있는 것으로 여겨진다. 물고기가 사는 얕은 바다는 롱라인과 자망으로 집중적으로 낚시를 하고 있으며 검은점상어는 남획을 통해 과도하게 이용될 수 있다. 그것은 지역 시장에서 판매되며 그 살은 사람이 소비하는데 사용된다. 이로 인해 검은점상어는 개체수를 보전하기 위해 국제적으로 한해의 어획량을 엄격히 제한하여 보호받고 있다.

## 같이 보기
- 흉상어목
- 흉상어과
- 흉상어속